# Morti nel 918
| Questa pagina contiene informazioni ricavate automaticamente dalle voci biografiche con l'ausilio del template Bio e di un bot. L'aggiornamento è periodico e automatico e ricostruisce completamente la pagina. Se manca una persona in questa lista, sei pregato di non aggiungerla, ma accertati piuttosto che la sua voce biografica contenga il template Bio e che i dati anagrafici siano correttamente compilati. Se il template Bio manca, inseriscilo tu stesso o, in alternativa, metti l'avviso {{tmp\|Bio}} che ne segnala la mancanza. Se i dati riportati sono sbagliati, correggi direttamente la voce biografica; le modifiche saranno visibili in questa lista entro pochi giorni. Per chiarimenti vedi il progetto biografie. La lista contiene solo le 12 persone che sono citate nell'enciclopedia e per le quali è stato implementato correttamente il template Bio. Pagina aggiornata al 19 ott 2024. |

- 16 gennaio - Miyoshi Kiyotsura, filosofo giapponese (n. 847)
- 24 febbraio - Bettone di Sens, vescovo e monaco cristiano franco
- 12 giugno - Ethelfleda, sovrana anglosassone
- 28 giugno - Guglielmo I di Aquitania, sovrano franco (n. 875)
- 24 luglio - Gung Ye, sovrano coreano
- 7 settembre - Aicone, vescovo italiano
- 10 settembre - Baldovino II di Fiandra, conte
- 23 dicembre - Corrado I di Franconia, sovrano tedesco (n. 881)
- Cunegonda, regina tedesca
- Engelberga di Provenza, duchessa
- Guglielmo I di Périgord, conte
- Ottir Iarla, nobile norrena